# الیور آنسلد
الیور آنسلد (انگلیسی: Oliver Unsöld؛ زادهٔ ۲۱ اکتبر ۱۹۷۳) بازیکن فوتبال اهل آلمان است.
از باشگاه‌هایی که در آن بازی کرده‌است می‌توان به باشگاه فوتبال گروتر فورث و اشپورت فقاند زیگن اشاره کرد.